# Caligula (film)
Caligula este un film din 1979 regizat de Tinto Brass cu scene adiționale filmate de Giancarlo Lui și de fondatorul Penthouse Bob Guccione. Filmul tratează ascensiunea și decăderea Împăratului Roman, Caligula. Caligula a fost scris de Gore Vidal și cofinanțat de revista Penthouse iar Guccione și Franco Rossellini au fost producătorii. Din distribuție fac parte Malcolm McDowell în rolul Împăratului, filmul fiind primul în care joacă un număr important de actori distinși și care conține numeroase secvențe de sex explicit.